# Union Douala
Der Union Sportive Douala, auch einfach USD genannt, ist ein kamerunischer Fußballverein aus der Stadt Douala. Aktuell spielt der Verein in der ersten Liga, der MTN Elite One.

## Geschichte
Bereits kurz nach der Gründung im Jahr 1957 errang Union Douala erste Erfolge auf nationaler Ebene. Mit einem 4:0-Erfolg über Union Yaoundé holte die Mannschaft 1961 den Pokal, die Titelverteidigung misslang mit einer Endspielniederlage gegen Lion Yaoundé. 1969 holte der Klub schließlich das Double aus Meisterschaft und Pokal. 1976 und 1978 war der Verein erneut Meister und holte sich 1979 die CAF Champions League. Nach dem Pokalsieg 1980 gelang 1981 mit dem Sieg des African Cup Winners’ Cup ein erneuter Erfolg in einem Kontinentalwettbewerb. Neben einem erneuten Meistertitel 1990 gelang noch dreimal der Pokalsieg. Auch in der Folge gehörte der Klub regelmäßig zu den Topmannschaften des Landes. 2012 gewann Union nach 22 Jahren wieder den Landesmeistertitel.

## Erfolge
- Kamerunischer Meister (5)
  - 1969, 1976, 1978, 1990, 2012
- Kamerunischer Pokalsieger (7)
  - Sieger: 1954, 1961, 1969, 1980, 1985, 1997, 2006
  - Pokalfinalist: 1962, 1978, 1981, 1983, 1984, 2004
- CAF-Champions-League-Sieger (1)
  - 1979
- African-Cup-Winners’-Cup-Sieger (1)
  - 1981

## Stadion
Der Verein trägt seine Heimspiele im Stade de la Réunification in Douala aus. Das Stadion hat ein Fassungsvermögen von 30.000 Personen.